# ユージン (映像作家)
ユージンは、日本の映像作家、アニメーション作家、イラストレーター。ROBOT所属。

## 概要
九州大学　芸術工学部卒業後、株式会社ロボット(ROBOT COMMUNICATIONS INC)へ入社。Twitterを中心にアニメーション作品・イラストを発表しつつ、CMやMVを手掛ける。
『ILLUSTRATION 2020』（翔泳社）に掲載。『映像作家100人』（BNN）2021年から2025年にかけて5年連続で選出される。

## 作品
- 「傘」（King Gnu）- アートワークおよびアニメーション[4]
- 「瞼」（高井息吹）- MV[5]
- 『星夜の醸造所』（銀河高原ビールアートプロジェクト『Sense of Wonder Museum』） - ブランドムービー制作[6][7]。
- 「新呼吸」（三浦大知）-NHKみんなのうた[8]
- 「自分革命」(GReeeeN)-MV[9]
- 『Free to shine』ANESSA SNSブランドムービー[10]
- 『SPY×FAMILY』Season2 ED エンディングムービー[11][12]『トドメの一撃』(Vaundy)
- 「旅にでも出よっか」(キタニタツヤ) -アートワークおよびアニメーション[13]
- 『忘却バッテリー』エンディングムービー「忘レナ唄」(マカロニえんぴつ)[14]
- 「僕らはいきものだから」(緑黄色社会)-NHKみんなのうた[15]

## 受賞歴
- 第73回ちばてつや賞 - 佳作[16]
- theGIFs 2018 - SNS部門賞[17]
- 第7回 新千歳空港国際アニメーション映画祭 - コンペティション短編部門ノミネート[18]